# 41 Дафна
41 Дафна (енгл. 41 Daphne) је астероид главног астероидног појаса. Приближан пречник астероида је 174,00 km,
а средња удаљеност астероида од Сунца износи 2,763 астрономских јединица (АЈ).
Инклинација (нагиб) орбите у односу на раван еклиптике је 15,788 степени, а орбитални период износи 1678,037 дана (4,594 године). Ексцентрицитет орбите астероида износи 0,273.
Апсолутна магнитуда астероида износи 7,12 а геометријски албедо 0,082.
Астероид је откривен 22. маја 1856. године.